# Keramidi
Keramidi (in greco Κεραμίδι?) è una ex comunità della Grecia nella periferia della Tessaglia di 782 abitanti secondo i dati del censimento 2001.
È stata soppressa a seguito della riforma amministrativa detta Programma Callicrate in vigore dal gennaio 2011 ed è ora compresa nel comune di Rigas Feraios.